# Kemba Nelson
Kemba Nelson (Montego Bay, 23 de febrero de 2000) es una deportista jamaicana que compite en atletismo, especialista en las carreras de relevos. Ganó una medalla de plata en el Campeonato Mundial de Atletismo de 2022, en la prueba de 4 × 100 m.

## Palmarés internacional
| Campeonato Mundial | Campeonato Mundial      | Campeonato Mundial | Campeonato Mundial |
| Año                | Lugar                   | Medalla            | Prueba             |
| ------------------ | ----------------------- | ------------------ | ------------------ |
| 2022               | Eugene (Estados Unidos) | Medalla de plata   | 4 × 100 m          |